# Шанхайский кинофестиваль 2009
Двенадцатый Шанхайский международный кинофестиваль прошёл в Шанхае (КНР) с 13 по 21 июня 2009 года.

## Жюри
- Денни Бойл (Великобритания)
- Xavier Koller (Швейцария)
- Хуан Цзяньсинь (КНР)
- Комаки Курихара (Япония)
- Энди Лау (Гонконг, КНР)
- Энди Макдауэлл (США)
- Oh Jung-wan (Республика Корея)

## Победители
| Награда                  | Призёр                                                   | Страна         |
| ------------------------ | -------------------------------------------------------- | -------------- |
| Лучший фильм             | Original, режиссёры Antonio Tublén и Alexander Brøndsted | Дания — Швеция |
| Лучшая режиссура         | Юлиус Шевчик за фильм Нормальный                         | Чехия          |
| Лучшая мужская роль      | Сверрир Гуднасон за фильм Original                       | Швеция         |
| Лучшая женская роль      | Simone Tang за фильм Kærestesorger                       | Дания          |
| Лучшая кинематография    | фильм Nulle part terre promise                           | Франция        |
| Специальная награда жюри | фильм Empire of Silver                                   | Гонконг, КНР   |

### Новые таланты Азии
| Награда                   | Призёр           | Страна |
| ------------------------- | ---------------- | ------ |
| Лучшая режиссура          | фильм Чжалайнор' | КНР    |
| Приз зрительских симпатий | фильм Чжалайнор  | КНР    |

### Награда «За достижения всей жизни»
| Призёр       | Страна |
| ------------ | ------ |
| Куинси Джонс | США    |

### Приз от прессы
| Награда                              | Призёр                                | Страна       |
| ------------------------------------ | ------------------------------------- | ------------ |
| Самый привлекательный новый актёр    | Вэнь Чжан за фильм Zou zhu qiao       | КНР          |
| Самый привлекательный режиссёр       | Кристина Яо за фильм Empire of Silver | Гонконг, КНР |
| Самый привлекательный новый режиссёр | Ли Давэй за фильм Zou zhu qiao        | КНР          |
| Самая привлекательная актриса        | Юэ Хун за фильм Zou zhu qiao          | КНР          |
| Самый привлекательный фильм          | Zou zhu qiao                          | КНР          |

### Приз за выдающийся вклад в китайский кинематограф
| Призёр  | Страна |
| ------- | ------ |
| Джон Ву | США    |

### Приз за выдающийся вклад в мировой кинематограф
| Призёр      | Страна |
| ----------- | ------ |
| Хэлли Берри | США    |

### Специальная награда за достижения в актёрском искусстве
| Призёр        | Страна  |
| ------------- | ------- |
| Изабель Юппер | Франция |